# لائحة أفضل 20 أغنية في لبنان
لائحة أفضل 20 أغنية في لبنان (بالإنجليزية: The Official Lebanese Top 20)‏ هي لائحة إسبوعية تعرض أفضل 20 أغنية في لبنان حسب شعبيتها، يتم إعدادها عن طريق شركة إبسوس ويتم عرضها في العديد من القنوات التلفازية والاذاعات اللبنانية. تم إعدادها أول مرة من قبل جون سعد.